# George Nissen

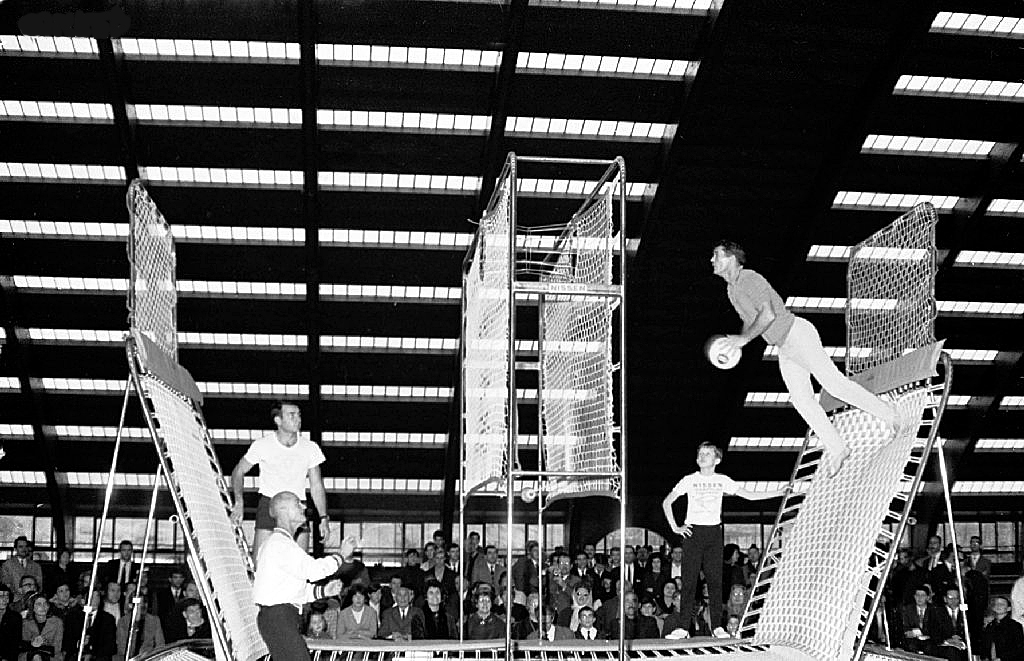
Nissen (unten links) beim Spaceballspiel (1965)

George P. Nissen (* 1. Februar 1914 in Blairstown, Iowa; † 7. April 2010 in San Diego, Kalifornien) war ein US-amerikanischer Turner, der das moderne Trampolin erfand.

## Leben
Schon während seiner Schullaufbahn kam Nissen mit dem Turnen in Kontakt. Er wurde Mitglied einer örtlichen Turnervereinigung. Auf der Highschool widmete er sich dann intensiver dem Kunstturnen. 
Als er mit seiner Familie eine Zirkusveranstaltung besuchte, kam er auf die Idee zur späteren Erfindung des modernen Trampolins. Er beobachtete Kunstturner am Trapez und schenkte besonders dem Auffangnetz Aufmerksamkeit, auf dem die Artisten am Ende einer Vorstellung landeten. Aufgrund der Elastizität war es ihnen möglich, elegante Bewegungen zu machen, des Weiteren wurden sie durch das Netz geschützt. Nissen kam zu dem Schluss, dass sich dieses Gerät gut für schulische Turnübungen eignete, da es einem ebenfalls elegante Figuren zu machen erlaubte. Er erfand die Bezeichnung Trampolin nach dem spanischen Wort für "Sprungbrett". 1941 eröffnete er zusammen mit Laurens (Larry) V. Griswold die Firma Griswold-Nissen Trampoline & Tumbling Company in Cedar Rapids in Iowa zur Herstellung und zum Verkauf von Turngeräten. Im Zweiten Weltkrieg diente er in der Navy und die Trampoline wurden bei der Luftorientierung innerhalb der Pilotenausbildung verwendet.
Nach dem Krieg begann Nissen weltweit mit der Veranstaltung von Trampolin-Wettbewerben. Ein Werbespot zeigt ihn 1960 im New Yorker Central Park beim Trampolinspringen mit einem gemieteten Känguru.
Viele Jahre setzte er sich dafür ein, dass der Trampolinsport olympisch werden würde und war sowohl bei dem ersten olympischen Trampolinturnen bei den olympischen Spielen 2000 in Sydney als auch 2008 in Peking anwesend. Nissen verstarb zwei Jahre später in einem Krankenhaus in San Diego an den Folgen einer Lungenentzündung.

## Ehrungen
Nach ihm wurde der älteste Trampolinwettkampf, der seit 1958 stattfindende Nissen-Cup in Davos, benannt.